# Daniel Cambronero
Daniel Arturo Cambronero Solano (* 8. ledna 1986, San José, Kostarika, zkráceně znám jako Daniel Cambronero) je kostarický fotbalový brankář a reprezentant, který hraje za kostarický klub CS Herediano. Účastník Mistrovství světa 2014 v Brazílii.

## Reprezentační kariéra
V národním A-týmu Kostariky debutoval 13. května 2009 v přátelském zápase proti Venezuele (remíza 1:1)
Kolumbijský trenér Kostariky Jorge Luis Pinto jej vzal na Mistrovství světa 2014 v Brazílii společně s dalšími dvěma brankáři Keylorem Navasem a Patrickem Pembertonem. Plnil roli náhradního brankáře.